# Palandergatan

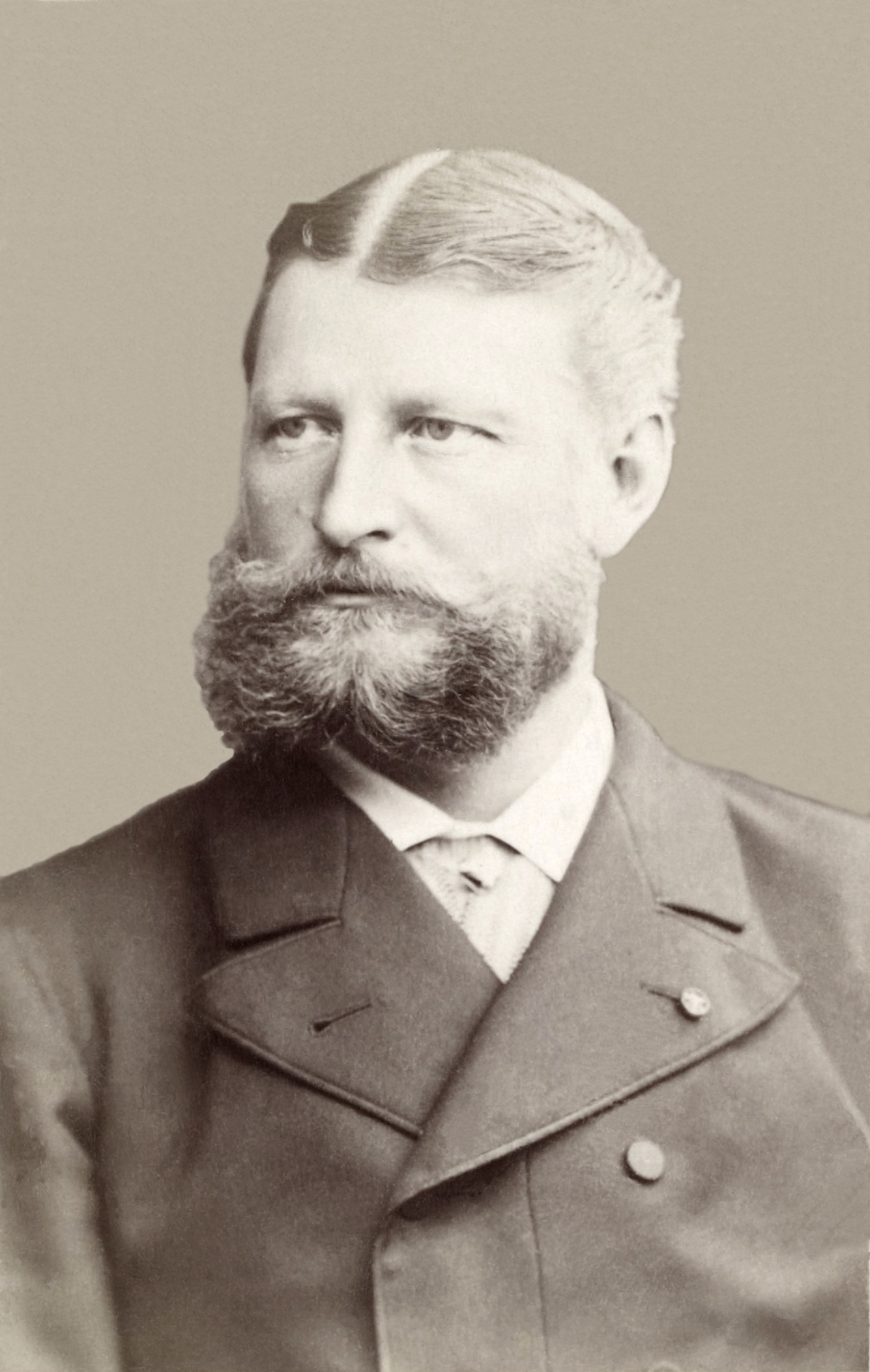
Porträtt av Louis Palander

Palandergatan är en gata i Skärmarbrink i Hammarbyhöjden i sydöstra Stockholm. Gatan är en smalhusstadsliknande väg med tidstypiska 1930- och 1940-talshus och har postorten Johanneshov. På gatan är EMI Studios belägen där flera kända artister (däribland Abba) spelat in sin musik.
Palandergatan fick sitt namn 1937 efter den svenske sjöofficern Louis Palander och som främst är känd för att varit kapten på Adolf Erik Nordenskiölds Vegaexpeditionen.